# غريس وودورد
غريس وودورد (بالإنجليزية: Grace Woodward)‏ هي مقدمة تلفزيونية بريطانية، ولدت في 1978 في لندن في المملكة المتحدة.

## روابط خارجية
- غريس وودورد على موقع IMDb (الإنجليزية)